# Revelge
Revelge ist ein für Singstimme und Orchester komponiertes spätromantisches Kunstlied von Gustav Mahler aus dem Jahr 1899. Es ist Bestandteil seines Liederzyklus Des Knaben Wunderhorn und beschreibt auf erschütternde Weise das Schicksal eines sterbenden Soldaten in der Schlacht und seine Gefühle. Neben der Fassung für großes Orchester, gibt es das Lied auch für Singstimme mit Klavierbegleitung. Einzelne musikalische Motive aus Revelge finden sich bereits im ersten Satz seiner dritten Sinfonie, aber auch am Anfang seiner sechsten Sinfonie.

## Hintergrund
Gustav Mahler war durch seine Jugendzeit im böhmischen Iglau geprägt durch die Musik des dort stationierten Militärs. Marschrhythmen, auch in Form des Trauermarsches, erscheinen daher in vielen seiner Werke. Im Lied Revelge finden sie jedoch ihren absoluten Höhepunkt, Revelge ist eine bis dahin nie gekannte Form eines erweiterten dramatischen Militärmarsches mit allen Klangfarben, die ein Sinfonieorchester der Romantik bieten kann. Es gehört neben den Liedern Der Tambourg’sell, Der Schildwache Nachtlied, Wo die schönen Trompeten blasen und dem Lied des Verfolgten im Turm zu der Gruppe der „Wunderhorn-Lieder“, die sich mit dem Schicksal und dem Tod der „Erniedrigten und Beleidigten“ befasst. Es nimmt nach Ansicht des Musikwissenschaftlers Mathias Hansen eine Sonderrolle im Wunderhornzyklus ein, denn es ist nicht nur als die „Entfaltung eines musikalischen Sprachcharakters“, in dem der „ans Wort gebundene Laut und der an das Instrument gebundene Klang ineinander fließen“ (nach Theodor W. Adorno), sondern auch als „Bezugspunkt für ganze sinfonische Konzeptionen“ im Hinblick auf den ersten Satz von Mahlers viel späterer 6. Sinfonie aufzufassen.
Im Sommer 1899 befand sich Gustav Mahler in Bad Aussee im Sommerurlaub. Natalie Bauer-Lechner, seine langjährige Freundin, berichtet, dass der Komponist litt und schlechter Laune war, weil er sich durch die Musik der Kurkonzerte gestört fühlte. Sie zitiert ihn mit den Worten: „[…] nun bin ich schon ganz aus der Stimmung […] Etwas zu machen, wenn ich nicht in der vollen Stimmung bin und nicht fühle, dass ein Ganzes und Rechtes herauskommt, ist mir qualvoll.“ Aber dann hatte er offensichtlich einen kreativen Schub und komponierte das Lied in kurzer Zeit. Das Konzept zu Revelge soll er bereits seit Jahren im Sinn gehabt haben. Das genaue Entstehungsdatum des Liedes ist nicht bekannt, aber es muss vor dem 7. Juli 1899, dem Geburtstag Mahlers, fertig geworden sein, denn an diesem Tag hatte er es ihr, laut Bauer-Lechner,  vorgespielt.
Herausgegeben wurden das Lied 1905 bei C.F. Kahnt (Nachf.) in Leipzig. Die Uraufführung zusammen mit anderen Liedwerken Mahlers fand am 10. Mai 1905 anlässlich einer Versammlung des Allgemeinen Deutschen Musikvereins in Graz statt. Den Gesangspart übernahm der Tenor Fritz Schrödter, die Leitung hatte Gustav Mahler.

## Text
Der Titel des Liedes Revelge ist vom französischen Wort reveille, für Weckruf abgeleitet. Der Text entstammt der Lyriksammlung Des Knaben Wunderhorn, die Clemens Brentano und Achim von Arnim zwischen 1805 und 1808 veröffentlichten. Gustav Mahler hat den Text für sein Lied leicht umgestellt. In einem Brief an Nina Spiegler, einer Wiener Bekannten aus Mahlers Kreis, schreibt Natalie Bauer-Lechner: „Ich lege Dir den Text des Liedes bei; es ist wieder aus ‚Des Knaben Wunderhorn’; „Revelge“ heißt es und Goethe sagt davon: ‚Unschätzbar für den, dessen Fantasie dem nachzufolgen vermag.’“ Das lässt darauf schließen, dass Mahler hauptsächlich die von Robert Boxberger edierte und im Hempel-Verlag in Berlin 1883 erschienene Ausgabe der Wunderhornlieder verwandte. Denn nur die enthält das Goethezitat.
1. Des Morgens zwischen drei’n und vieren,

da müssen wir Soldaten marschieren

das Gäßlein auf und ab,

trallali, trallaley, trallalera,

mein Schätzel sieht herab.

2. Ach, Bruder, jetzt bin ich geschossen,

die Kugel hat mich schwere, schwer getroffen,

trag mich in mein Quartier.

Trallali, trallalei, trallalera,

es ist nicht weit von hier!

3. Ach, Bruder, ach, Bruder, ich kann dich nicht tragen,

die Feinde haben uns geschlagen!

Helf’ dir der liebe Gott, helf dir der liebe Gott!

trallali, trallaley, trallali, trallaley, trallalera,

ich muß ich muß marschieren bis in Tod!

4. Ach, Brüder, ach Brüder, ihr geht ja mir vorüber,

als wär’s mit mir vorbei, als wär’s mit mir vorbei!

trallali, trallaley, trallali, trallaley, trallalera,

ihr tretet mir zu nah, ihr tretet mir zu nah!

5. Ich muß wohl meine Trommel rühren, ich muß meine Trommel wohl rühren,

trallali, trallaley, trallali, trallaley,

sonst werd’ ich mich verlieren.

Trallali, trallalei, trallala.

Die Brüder dick gesät, die Brüder dick gesät,

sie liegen wie gemäht.

6. Er schlägt die Trommel auf und nieder,

er wecket seine stillen Brüder,

trallali, trallaley, trallali, trallaley,

sie schlagen und sie schlagen ihren Feind, Feind, Feind,

trallali, trallaley, trallaleralala,

ein Schrecken schlägt den Feind, ein Schrecken schlägt den Feind!

7. Er schlägt die Trommel auf und nieder,

da sind sie vor dem Nachtquartier schon wieder,

trallali, trallaley, trallali, trallaley,

ins Gäßlein hell hinaus, hell hinaus,

sie zieh’n vor Schätzleins Haus,

trallali, trallaley, trallali, trallaley, trallalera,

sie ziehen vor Schätzleins Haus, trallali!

8. Des Morgens stehen da die Gebeine

in Reih’ und Glied, sie steh’n wie Leichensteine, in Reih’, in Reih’ und Glied.

Die Trommel steht voran, die Trommel steht voran,

daß sie ihn sehen kann,

trallali, trallaley, trallali, trallaley, trallalera,

daß sie ihn sehen kann!

## Instrumentation und musikalische Struktur
Die Instrumentation ist aufwendig. Gustav Mahler fordert ein großes Orchester:
- erste und zweite Flötenstimme
- Piccoloflöte
- erste und zweite Oboe
- erste und zweite Klarinette in B, je zusätzlich zwei Klarinetten in A
- erstes und zweites Fagott
- Kontrafagott
- erstes, zweites, drittes und viertes Horn in F
- erste, zweite und dritte Trompete in B (zusätzlich eine Trompete in F)
- Pauken
- drei Schlagzeuge

Die Streichergruppe besteht aus
- erster und zweiter Violine
- Viola
- Violoncello
- Kontrabass

Revelge ist in der Haupttonart d-Moll geschrieben, Musikverlage wie die Universal Edition und die Edition Peters stellen die Noten für das Stück, entsprechend der sängerischen Disposition moderner Interpreten, auch in transponierter Form beispielsweise in c-Moll oder b-Moll zur Verfügung. Das Lied erstreckt sich über 171 Takte und dauert je nach Interpretation etwa sechs bis sieben Minuten. Gustav Mahler war bekannt dafür, an die Orchestermusiker höchste Ansprüche zu stellen. Entsprechend detailliert sind seine Vortragsanweisungen. Revelge beginnt mit der Tempobezeichnung „Marschierend. In einem fort.“ Ein Metronomwert ist nicht angegeben. Im Laufe des Stückes werden mehrere Spielanweisungen in den einzelnen Instrumentenstimmen vermerkt, wie beispielsweise im Takt 29 (…es ist nicht weit von hier!), wo Mahler fordert: „Becken an der gr. Tr. befestigt von Einem geschlagen“. Ab Takt 90, mit zunehmender Dramatik des Stückes  (…sie liegen wie gemäht), verlangt der Komponist von den Holzbläsern mehrmals „Schalltr. auf!“ (in die Höhe gehalten), bei den Streichern „Vorschläge so schnell wie möglich“ und von der Singstimme fordert er ein „geschrien“ im Trallali! des Verses sie ziehen vor Schätzleins Haus, trallali!. Danach wird das Stück ruhiger, ab Takt 132 soll das Orchester „Sich merklich mäßigend“ weiterspielen. Das Lied ist nun endgültig zum Trauermarsch geworden. Doch bereits kurz danach gilt für die Oboen plötzlich: „Oboen grell schreiend! Schalltricher heben!“ Mahler fordert von den Streichern im Takt 139 von den Bratschen und Violoncelli: „Die 2. Spieler setzen ruhig die Dämpfer auf und treten unmerklich ein!“ Nach diesem Zwischenspiel mit gespenstischen Klangfarben bei den Streichern mit Col-legno-Technik („Etwas gemessener als zu Anfang“) setzt wieder die Singstimme mit der letzten Strophe des Liedes (Des Morgens stehen da die Gebeine…) ein. Die letzten Worte des Liedes soll die Singstimme dann in „Verzweiflung“ darbieten. Neben der Haupttonart d-Moll erscheinen im Dialog zwischen dem verwundeten Trommler und dem vorbeigehenden Bruder in der zweiten Strophe g-Moll und in der dritten B-Dur. Danach beginnt eine Sequenz in G-Dur, die sich bis in die vierte Strophe zieht. In der fünften Strophe wechselt die Tonart nach D-Dur, der Verwundete scheint Mut zu schöpfen, die Musik ist jetzt ein fast heiteres Marschlied. Doch ändert es sich bald in einem harten Harmoniewechsel nach es-Moll, wenn die Stimme Die Brüder dick gesät, die Brüder dick gesät, sie liegen wie gemäht, singt. Danach folgt eine Modulation hinauf nach fis-Moll, als der Trommler tot und sein geschrienes Trallali! verklungen ist. In der letzten Strophe, in der die Singstimme von den aufrecht stehenden Gebeinen erzählt, kehrt das Stück am Ende wieder mit kleinen Zitaten der Motive zur Haupttonart d-Moll zurück.
Revelge ist ein attraktives Thema für die Musikwissenschaft. Mahlers Musik ist revolutionär, visionär und steht an der Schwelle zur Moderne. Es gibt ausführliche musikalische Analysen, die sich mit Form, Harmonik, Instrumentation und der innigen Durchdringung von Text und Klang befassen. Das Werk ist nicht nur einfach ein Lied, sondern nach Ansicht des Musikwissenschaftlers Mathias Hansen ein sinfonisches Musikkonzept, das er als Instrumental-Melodik bezeichnet. Nach der musikalischen Formenlehre besteht das Stück in der äußeren Form aus dem bekannten Sonatensatz. Gustav Mahler beginnt mit der Exposition, die die ersten vier Strophen des Liedes umfasst, also die ersten 71 Takte. Danach erscheint eine Art Durchführung in den Takten 72 bis 139, in der die Singstimme die fünfte bis siebte Strophe darbietet. Die letzte Strophe bildet die Reprise ab Takt 140 mit der letzten Strophe. Dramatisches Kernstück des opernhaften Werks bilden die Strophen fünf bis sieben, in denen nach Hansens Ansicht „der instrumentale Duktus … jene niederreißende Gewalt annimmt“, die seit Mahlers zweiter Sinfonie sein kompositorisches Schaffen bestimmt. Theodor W. Adorno bezeichnete dies als musique informelle, als eine von jeder überkommenen Konvention losgelösten Musik, die bereits in die Moderne weist und einen Musikstil der Freiheit ermöglichte, der Ferruccio Busoni vorschwebte und den Arnold Schönberg gefunden zu haben glaubte. Mahlers erweiterte Tonalität legt den Grundstock dazu.
War das Lied Revelge über Jahrzehnte hinweg eine Domäne männlicher Interpreten, wagen sich seit den 2010er Jahren verstärkt auch Sängerinnen an das Stück. Genannt sei die in Berlin lebende Mezzosopranistin Amélie Saadia, die es 2010 in Frankreich aufführte, und die amerikanische Sopranistin Kerstin Fischer, die das Lied 2013 in San Francisco darbot.